# Минимализм (музыка)
Минимали́зм в музыке — метод композиции на основе простейших звуковысотных и ритмических ячеек — «паттернов» (моделей). В ходе развёртывания композиции эти паттерны многократно повторяются и незначительно варьируются. Пик популярности минимализма в США пришёлся на вторую половину 1960-х гг. и первую половину 1970-х; в западной Европе и России интерес к минимализму отмечается до конца 1980-х гг.

## Краткая характеристика
В качестве модели для повторения (англ. pattern) композитор-минималист избирает отдельный звук, интервал, аккорд, мотив (краткую мелодическую фразу). Паттерны зачастую варьируются на протяжении долгого периода времени.
В основе эстетической концепции минимализма — идея статического времени, выдвигаемая в противовес экспрессивно-динамическому, психологическому переживанию времени, присущему европейской академической музыке Нового времени (приблизительно от 1600 г. до начала XX в.). Эта концепция закреплена в ряде высказываний (полутерминов-полуметафор) апологетов минимализма: «вертикальное время» (Джонатан Крамер), «накапливание» (Т. Райли), «постепенный процесс» (С. Райх), «аддитивность» (Ф. Гласс). Авторское «я» и (традиционная для европейской музыкальной культуры) идея опуса отрицаются. Произведение минималиста благодаря заложенному в композиции алгоритму развёртывания паттерна существует как бы само по себе; звуковые комбинации создаются и множатся как бы без вмешательства и контроля со стороны композитора.
Форма минималистского сочинения сводится к нанизыванию функционально и структурно тождественных разделов. Повторы моделей с незначительными изменениями и перестановками (т.наз. «репетитивность») делают музыку минималистов легко воспринимаемой на слух.
Композиторами-минималистами считаются американцы Т. Райли (например, «In C»), С. Райх («Piano phase»), Ф. Гласс («Музыка в 12 частях») и Дж. Адамс (в сочинениях 1970-х и 1980-х гг., например, «Shaker loops» и «Harmonium»), написавшие много минималистской музыки. Минимализм находят в некоторых сочинениях Л. Андриссена («De Staat», 1976; «Гокет», 1977), А. Пярта («Fratres», 1977), Дж. Шельси («Четыре пьесы на одну ноту», 1959), П. Васкса и ряда других крупных композиторов XX века, которые использовали технику спорадически, но не считаются композиторами-минималистами.
В России целый ряд сочинений по методу минимализма написал В. И. Мартынов («Листок из альбома», 1976; «Passionslieder», 1977; «Come in!», 1985). Дань минимализму отдали Н. С. Корндорф («Ярило», 1981), А. Рабинович-Бараковский («Музыка печальная, порой трагическая», 1976), а также композиторы более молодого поколения (Антон Батагов, Алексей Айги, Павел Карманов, Михаил Чекалин и др.).
Минималистская музыка может иногда напоминать по звучанию разные формы электронной музыки (например проект Basic Channel), а также «текстурные композиции» таких композиторов, как Лигети; зачастую происходит так, что конечные результаты похожи, но концепции реализации разные.

### Термин
Термин «минимализм» был введён независимо композиторами-критиками Майклом Найманом и Томом Джонсоном, вызывал разногласия, но стал широко использоваться с середины 1970-х годов. Приложение одноимённого термина визуального искусства к музыкальному было опротестовано; однако, и скульптура и музыка в минимализме используют определённую строгую простоту выразительных средств и неприятие декоративной детализации, к тому же многие ранние концерты минималистов происходили одновременно в соединении с выставками минималистического искусства таких мастеров, как Сол Ле Витт и других. Некоторые композиторы, ассоциирующиеся с минималистами, отрекаются от термина, в частности Филип Гласс, который как сообщают заявил, «Это слово должно быть искоренено!». Практически во всяком новом течении раздаются голоса, категорически возражающие против его названия. Наиболее курьёзным примером такого рода являлся «главный импрессионист» Клод Дебюсси, который считал сам термин «импрессионизм» чем-то вроде ругательства. Однако, несмотря на отдельные возражения, минимализм вошёл в практику и историю искусства конца XX века именно под этим названием.

## Предтечи минимализма

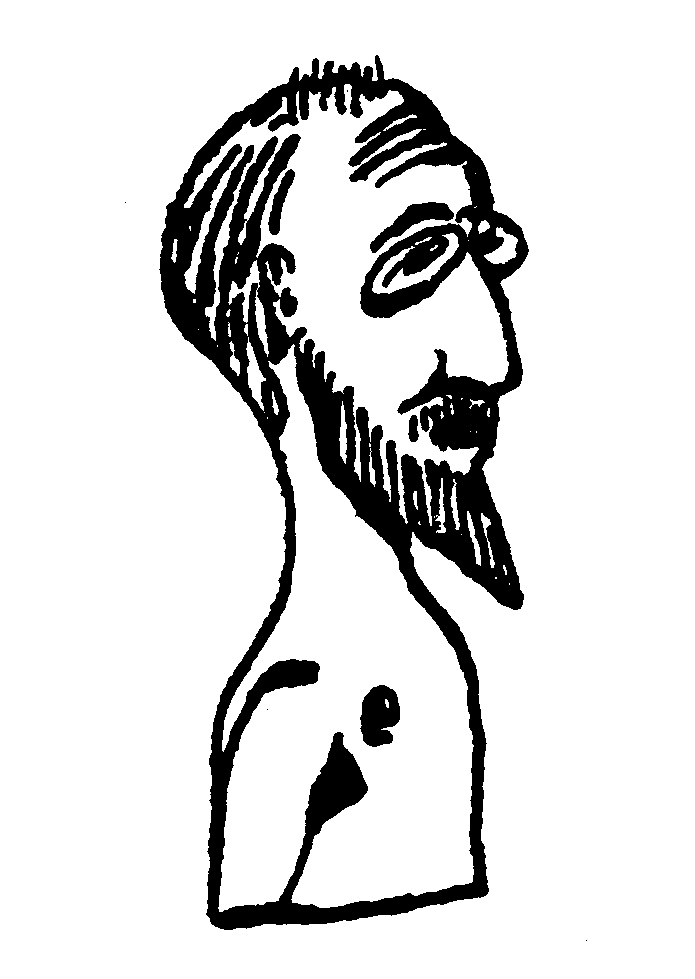
Эрик Сати, автопортрет, 1913

И всё же это авангардное направление не настолько молодое, как принято считать. Если присмотреться чуть внимательнее к французскому искусству конца XIX и начала XX века, окажется, что история минимализма в музыке отсчитывает уже вторую сотню лет.
К примеру, Юрий Ханон (исследователь творчества Сати) называет предвосхищением будущего минимализма в музыке так называемую «меблировочную музыку» Эрика Сати, «навязчивые» инструментальные мотивчики, сочинённые специально для звучания в любой бытовой среде: в магазине, на выставке или в светском салоне во время приезда гостей («раздражающие химеры», по выражению Жоржа Орика), которые повторяются десятки, и даже сотни раз без малейшего изменения и передышки:415.
С подобным мнением вполне согласен и один из пионеров американского авангарда 1960-х годов Джон Кейдж. По его признанию (а вслед за ним, и многих других музыкантов-минималистов), первооткрывателем и предтечей современного музыкального минимализма явился эксцентричный французский композитор Эрик Сати, создавший в 1916 году жанр так называемой «меблировочной музыки», которая исполняется «не для того, чтобы её слушали, а для того, чтобы на неё не обращали ни малейшего внимания».
Меблировочная музыка Сати появилась «слишком рано во времена слишком старые». Открытие Сати не было понято и поддержано его современниками (кроме одного из его последователей, члена так называемой «французской шестёрки», композитора Дариюса Мийо). С подобным мнением, во всяком случае, активно не согласился тот же Джон Кейдж, который сумел увидеть гораздо дальше, открыв в бесконечной повторяемости (или репетитивности, как иногда это называется) одних и тех же мотивчиков возможность дать «выход композиторской индивидуальности и выразить в звуках свободу их существа. Не так уж и важно, даже если Сати не хотел этого сознательно. Во всяком случае теперь считается, что это он открыл дорогу для нас…». Эта дорога впоследствии была превращена Джоном Кейджем в транс-музыку или репетитивную музыку Стива Райха, Терри Райли и Ла Монте Янга. Этот последний основал «Театр вечной музыки» в 1963 году, том же году, когда Кейдж в первый раз полностью исполнил «Раздражения» Эрика Сати.
Из наиболее известных образцов меблировочной музыки Эрика Сати можно назвать «Обои в кабинете префекта» (Париж, Нью-Йорк 1919), «Звуковые плитки» и «Железный коврик для приёма гостей» (Париж, 1923):438.
Эрик Сати объявил свою новую музыку — типичным порождением промышленного века массового производства и потребления, конвейеров и штамповки, когда даже композиторский труд должен был потерять все черты индивидуальности. Задуманная и сочинённая ещё во время Первой мировой войны, эта музыка впервые была исполнена только после её окончания.

...«Меблировочная Музыка»  заимствует промышленные способы организации звука для создания подробной Музыкальной Коммерции. «Меблировочная Музыка» глубоко индустриальна по своей природе и по своей сути. У людей существует обычное правило (способ употребления) — исполнять музыку в тех обстоятельствах, где музыке вообще делать нечего. Когда музыке нет места, тогда играют всякие попурри, «Вальсы», «Фантазии» из опер и другие, тому подобные вещи, написанные совсем для другого случая, а потому совершенно неуместные.

Мы впервые хотим ввести и узаконить музыку, специально созданную для полного удовлетворения «полезных» и «нужных» потребностей. Как совсем нетрудно догадаться, искусство в число таких (первейших) потребностей не входит, её не исполняют даже по малой нужде. «Меблировочная Музыка» создана из простого колебания воздуха; она не имеет никакой иной цели; она выполняет ту же роль, что свет, тепло — & комфорт в его различных проявлениях. :437 — (Эрик Сати, «Важные тезисы для Жана Кокто», 1-е марта 1920 г.)
Ещё более ранним образцом подобного рода музыки считается фортепианная пьеса «Vexations» (или «Раздражения»), написанная Эриком Сати на два десятилетия ранее, в апреле 1893 года в состоянии крайней степени досады:76. Пианисту, исполняющему эту пьесу, автором строго предписывается играть её восемьсот сорок раз подряд и без малейшего перерыва. В общей сложности продолжительность такого исполнения могла бы варьировать в пределах до 24 часов. Переоткрытая много десятилетий спустя Джоном Кейджем, пьеса «Vexations» послужила предметом для нескольких фортепианных марафонов по всему миру, когда многочисленные исполнители пьесы, сменяя друг друга за клавиатурой, пытались точно привести в исполнение директиву автора.

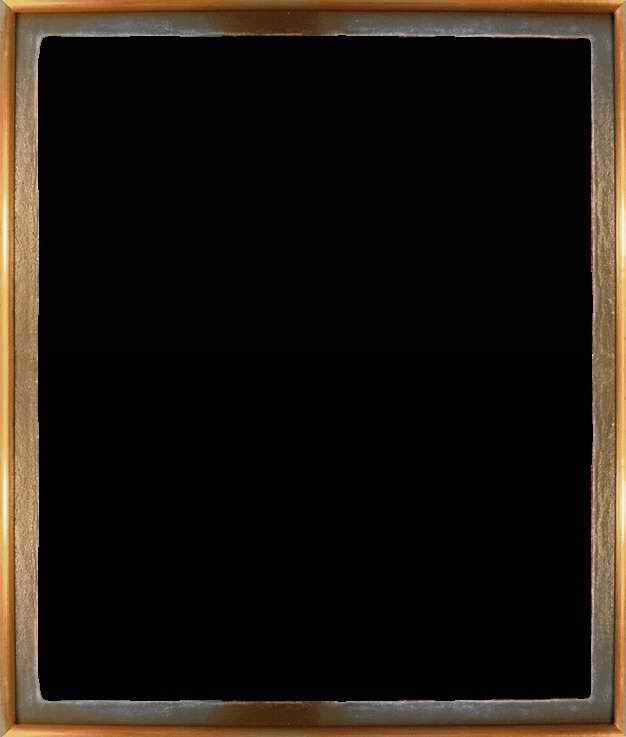
Альфонс Алле, «Битва негров в глубокой пещере тёмной ночью», 1882 (реконструкция)

Примером более мелкого и дробного применения принципа повторяемости музыкальных ячеек, является последнее произведение Эрика Сати, «Cinema» — музыка для фильма французского режиссёра Рене Клера «Relâche» (или «Антракт»). Написанная в ноябре 1924 года, она представляет собой применение произвольного числа повторов короткой музыкальной фразы для сопровождения немого кино. Этот приём позволил (в исполнении оркестра или большого ансамбля) длить каждую музыкальную тему столько времени, чтобы этого оказалось достаточным для сопровождения соответствующей сцены на экране, при этом смена изображения сразу же приводила к перемене сопровождения.
Однако, кроме первого минималиста в музыке, композитора Эрика Сати у этого течения был и ещё один первооткрыватель. Это был его старший друг и земляк (тоже родом из нормандского города Онфлёр) эксцентричный французский писатель-юморист Альфонс Алле, глава авангардной школы фумистов. Альфонс Алле ещё в 1884 году, за девять лет до «Раздражений» Сати, опубликовал и «привёл в исполнение» на третьем «Салоне отвязанных» («Les Arts Incohérents») своё произведение: «Траурный марш для похорон великого глухого», который не содержал ни одной ноты. Только надгробное молчание, в знак уважения к тому правилу, что большие скорби — всегда немы. Партитура этого марша представляла собой пустую страницу нотной бумаги:35. Спустя тринадцать лет «Похоронный марш» Альфонса Алле был ещё раз опубликован в его «Альбоме первоапрелесков».
Таким образом, почти за полвека до предсмертного молчания Эрвина Шульхофа и за шестьдесят лет до известной пьесы «4’33″» Джона Кейджа, представляющей собой «четыре минуты тридцать три секунды молчания» в исполнении произвольных музыкальных инструментов французский писатель и художник, но прежде всего фумист Альфонс Алле создал свою аналогичную пьесу, которая стала первым примером минималистической музыкальной композиции:35. Правда, выставляя в 1882—1884 годах свой «Чёрный почти квадрат» (за тридцать лет до Малевича), Альфонс Алле не пытался выглядеть философом или первооткрывателем:32. Например, свой «Чёрный квадрат» он назвал не «супрематизмом», а просто «Дракой негров в глубокой пещере тёмной ночью». Так же поступил он и с траурным маршем, не называя своё открытие «силентизмом» или «магической музыкой тишины».

## Постминимализм
По мере завоевания минимализмом интереса у широкой публики и освоения минималистических техник новым поколением композиторов, сложилось ещё одно музыкальное движение: Постминимализм.